# Tiszaszőlős, Jász-Nagykun-Szolnok
Tiszaszőlős este un sat în districtul Tiszafüred, județul Jász-Nagykun-Szolnok, Ungaria, având o populație de 1.581 de locuitori (2011). 

## Demografie
Componența etnică a satului Tiszaszőlős
     Maghiari (93,86%)
     Romi (4,85%)
     Necunoscut (0,2%)
     Alții (1,09%)
Componența confesională a satului Tiszaszőlős
     Reformați (40,35%)
     Fără religie (19,67%)
     Romano-catolici (16,95%)
     Greco-catolici (1,58%)
     Necunoscută (20,62%)
     Alte religii (1,14%)
Conform recensământului din 2011, satul Tiszaszőlős avea 1.581 de locuitori. Din punct de vedere etnic, majoritatea locuitorilor (93,86%) erau maghiari, existând și minorități de romi (4,85%) și greci (3,96%). Apartenența etnică nu este cunoscută în cazul a 0,2% din locuitori. Nu există o religie majoritară, locuitorii fiind reformați (40,35%), persoane fără religie (19,67%), romano-catolici (16,95%) și greco-catolici (1,58%). Pentru 20,62% din locuitori nu este cunoscută apartenența confesională.